# 우형주
우형주(禹亨疇, 1914년 12월 8일 ~ 2009년 11월 1일)는 대한민국의 전기공학자 및 교수이다. 본관은 단양 (丹陽)이다.

## 생애
1914년 평양에서 태어났다. 1938년 연희전문학교 수물과(數物科), 1941년 일본의 교토대학 공학부 전기공학과를 졸업한 뒤 1941년 평양 대동공업전문대학 조교수, 1944년 평양공업전문학교 교수를 거쳐 1952년 서울대학교 공과대학 전기공학과 교수가 되었다. 1962~1970년 서울대학교 공과대학 부설의 전력연구소 소장, 1967~1976년 대한전기학회 회장을 지냈으며, 1980년 정년 퇴임한 뒤 서울대학교 명예교수를 지냈다. 퇴임 후에는 민주평화통일정책 자문위원, 원로과학기술자문단 자문위원, 한국과학기술단체총연합회 고문을 지냈으며, 1993년 대한민국학술원 회원으로 선출되어 자연제3분과에서 활동하였다. 한국 전기공학 분야의 개척자로서 40여 년간 강단에서 많은 인재를 배출하였다. 1958년에 교재로 사용하기 위하여 공동 저술한 《전기자기학》은 수십 년 동안 교정 보완을 거치며 2000년대까지 각 대학에서 교재로 사용하고 있다. 전력연구소 소장을 맡은 1960년대에는 연구소 건물을 신축하고, 미국 예일대학교에서 기증한 전자계산기를 설치하였으며, 산업계의 공업화 추진에 따르는 문제점 해결에 적극 참여하여 산학협동에도 이바지하였다. 2001년 12월에는 전기계의 학문 발전을 위하여 대한전기학회에 3000만 원을 출연하였으며, 이를 기금으로 '우형주 학술상'이 제정되어 매년 전기물성 및 응용 부문의 우수 학자를 선정, 시상하고 있다. 1972년 과학기술처로부터 과학상을 받은 데 이어 국민훈장 동백장을 받았으며, 이밖에 1981년 철탑산업훈장, 2002년 세종문화상의 교육 부문, 2004년 대한전기학회의 특별공로상 등을 받았다. 저서로는 《전기공학기초실습법》(1961), 《최신전기자기학》(1966), 《기초전자기학》(공저, 1972), 《응용전자기학》(1982), 《실제전기자기학》(1984), 《전자기학》(1988), 《신재전자기학》(1990) 등이 있으며, 1994년 회고록 《평양과 서울》을 펴냈다. 또 1998년에는 성경을 연대기 순으로 정리한 성경해설서 《연대기적으로 정리한 성서이해》를 펴내기도 하였으며, 2001년 증보판을 간행하였다.

## 주요 저서
- 《전기자기학》 (공저, 1958)

- 《전기공학기초실습법》 (1961)

- 《신재전자기학》 (1990)